# Великополля (Великолуцький район)
Великополля (рос. Великополье) — присілок в Великолуцькому районі Псковської області Російської Федерації.
Населення становить 168 осіб. Входить до складу муніципального утворення Шелковська волость.

## Історія
Від 2014 року входить до складу муніципального утворення Шелковська волость.

## Населення
| 2001 | 2002 | 2010 |
| ---- | ---- | ---- |
| 220  | ↘193 | ↘168 |